# Citokin
A citokin (görög cito-, azaz „sejt” és -kinosz, azaz „mozgás”) a jelzőmolekulák egy fajtája, amely a sejtkommunikációban játszik alapvető szerepet. Az immunválasz során többek közt ennek szabályozásában és az információközvetítésben van fontos szerepe a citokineknek. A citokinek proteinek, peptidek vagy glikoproteinek. A citokin név polipeptid regulátorok nagy és vegyes családját takarja, amelyet a szervezetben különböző embriológiai eredetű sejtek termelnek (nem csak az immunrendszer sejtjei).

## Citokinek és hormonok
Hagyományosan a citokin szót az immunmoduláló anyagokra használják (interleukinek, interferonok stb.), megértésükhöz azonban további kutatásokra van szükség. Ellentmondóak az adatok arról, mit tekintenek citokinnek és mit hormonnak. Ahogy mindkettőről többet tudunk meg, az anatómiai és strukturális különbségek a klasszikus hormonok és a citokinek között halványulnak. A klasszikus protein hormonok nanomoláris (10-9) koncentrációkban cirkulálnak, a variáció ebben általában kevesebb, mint egy nagyságrend. Ezzel szemben néhány citokin (mint az IL-6) pikomoláris (10-12) koncentrációkban közlekedik, ami azonban trauma vagy fertőzés esetében ezerszeresére is emelkedhet. A hormonoktól az különböztetheti meg őket, hogy azoknál sokkal szélesebben szétterjedtek a forrásaik a szervezetben. Az IL-1, IL-6, és TNF-α citokineket tulajdonképpen minden maggal rendelkező sejt termeli, különösen az endo/epitheliális sejtek és a rezidens makrofágok (sokszor a külső környezettel való érintkezés közelében). Ezzel szemben a klasszikus hormonokat, mint az inzulint olyan külön mirigyek választják ki, mint a hasnyálmirigy (Inflammatory Cytokines in Nonpathological States, Joseph G. Cannon, News Physiol. Sci., Volume 15, December 2000).

## Működésük
A különböző sejtek membránján lévő citokinreceptorokhoz kapcsolódva fejtik ki hatásukat.
Működésük lehet:
- Autokrin, a citokint termelő sejtre visszaható.
- Parakrin, a termelő sejt közvetlen közelében lévő sejtre ható.
- Endokrin, a szervezet egy távoli pontjára ható.

A citokinek kritikusak a veleszületett és az adaptív immunválasz kifejlődéséhez és működéséhez, de nem csak az immunrendszerhez kötöttek. Gyakran olyan immunsejtek választják ki őket, amelyek patogénnel találkoztak és ezért több immunsejtet toboroznak hogy a szervezet erősebb választ fejthessen ki a patogénre. A citokinek szerepet játszanak számos folyamatban az embriogenézis során is.
Az immunfolyamatokban szerepet játszó citokinek serkentik vagy gátolják az immunsejtek aktiválódását, proliferációját, differenciálódását, ezzel szabályozzák az immunválasz intenzitását, tartamát, az ellenanyagok mennyiségét, más citokinek képződését.
A citokineknek szerepe van a járulékos sejtek és a limfociták együttműködésében, segítik a sejtek érését, aktiválódását és differenciálódást.

## Csoportosításuk
A legtöbb citokinnek többféle szerepe is van, ezért több helyre is besorolható a hatásaik szerinti csoportok közt:
- A természetes immunitásban ható.
- A hemopoézisben ható.
- A limfociták aktiválódására, differenciálódására ható.
- A gyulladási folyamatokra ható. Ezek a nem fajlagos immunrendszer sejtjeiből azonnal termelődnek vagy felszabadulnak, amikor egy kórokozó a szervezetbe kerülés. Ilyenek az interferonok (IFNα, β és γ), a tumornekrózis-faktorok (TNFα és β), az IL-1α és β, az IL-6, az IL-10, az IL-12, a migrációt gátló faktor (MIF) és a kemokinek.

## Fordítás
- Ez a szócikk részben vagy egészben  a   Cytokine című angol Wikipédia-szócikk fordításán alapul.  Az eredeti cikk szerkesztőit annak laptörténete sorolja fel. Ez a jelzés csupán a megfogalmazás eredetét és a szerzői jogokat jelzi, nem szolgál a cikkben szereplő információk forrásmegjelöléseként.